# Príncipe Herdeiro de Portugal
O príncipe herdeiro de Portugal ou simplesmente príncipe de Portugal foi o título do herdeiro presuntivo da coroa de Portugal entre os reinados de D. Duarte (r. 1433–1438) e de D. João IV (r. 1640–1656), sendo normalmente o filho varão mais velho do rei.
Antes do reinado de D. Duarte]], os herdeiros presuntivos tinham o título de infante, não se distinguindo portanto dos seus irmãos que usavam do mesmo título. A partir deste reinado passou a ser atribuído ao herdeiro da coroa o título de príncipe, o qual passou assim a ter um título distinto dos irmãos. Esta alteração foi provavelmente introduzida por influência inglesa (muito sentida na corte portuguesa através da rainha D. Filipa de Lencastre, graças à qual já se havia introduzido em Portugal o uso do título de duque para os membros da família real não herdeiros do trono), ainda que o uso fosse consagrado por imitação das coroas de Castela e Aragão - reinos onde os herdeiros das coroas se passaram a chamar, respetivamente, príncipe das Astúrias (desde 1388) e príncipe de Girona (desde 1416). Também em Navarra o herdeiro passaria a ser chamado príncipe de Viana desde 1440. Dessa forma, para não ficar menosprezado em termos de prestígio, decidiu el-Rei de Portugal adotar também o título de príncipe para o herdeiro da coroa portuguesa.
A partir do reinado de D. João IV (1645) o herdeiro da coroa passou a intitular-se príncipe do Brasil caso fosse varão, ou princesa da Beira caso fosse do sexo feminino. De observar que a filha mais velha do monarca recebia sempre o título de princesa da Beira, mesmo que não fosse ela a herdeira presuntiva por já ter um irmão varão. 
Em 1734, todos os herdeiros presuntivos do trono passaram a ter o título de príncipe do Brasil, independentemente do seu sexo. Já o título de príncipe da Beira passa a ser o do herdeiro do príncipe do Brasil (portanto o do segundo na linha de sucessão), também independentemente do seu sexo.
Em 1815, com a elevação do Brasil à condição de reino dentro do chamado Reino Unido de Portugal, Brasil e Algarves, o herdeiro presuntivo da coroa passa a ter o título de príncipe Real do Reino Unido de Portugal, Brasil e Algarves e, finalmente, após a independência do Brasil, príncipe Real de Portugal, título que se manteve até à extinção do regime monárquico em 1910.

## Príncipes herdeiros de Portugal

### Dinastia de Avis
- D. Afonso (depois Rei), filho de D. Duarte I (1433-1438)
- D. Fernando, Duque de Viseu, filho de D. Duarte I e irmão mais novo de D. Afonso V, herdeiro provisório da coroa em virtude do Rei não ter então ainda filhos (1438-1451)
- D. João, filho de D. Afonso V, morto com pouco tempo de vida (1451);
- D. Fernando, Duque de Viseu, de novo, em virtude da morte do Príncipe D. João (1451-1452)
- D. Joana (Princesa Santa Joana), filha de D. Afonso V, perdendo o título em virtude do nascimento do seu irmão, o Príncipe D. João, por este ser varão (1452-1455)
- D. João (depois Rei), filho de D. Afonso V (1455-1481)
- D. Afonso, filho de D. João II (1481-1491)
- D. Manuel, Duque de Beja, (depois Rei) neto de D. Duarte I e primo de D. João II, herdeiro da coroa em virtude da morte do Príncipe D. Afonso, único filho legítimo do Rei (1491-1495)
- Leonor de Viseu, Rainha de Portugal, irmã de D. Manuel I (1495-1498)
- D. Jaime, Duque de Bragança, a pedido das Cortes jurado herdeiro provisório durante a viagem do Rei D. Manuel I a Castela, em virtude deste não ter então ainda filhos (1498)
- D. Miguel da Paz (herdeiro presuntivo das coroas de Portugal, Castela e Leão, e Aragão), filho de D. Manuel I (1498-1500)
- Leonor de Viseu, Rainha de Portugal, irmã de D. Manuel I (1500-1502)
- D. João (depois Rei), filho de D. Manuel I (1502-1521)
- D. Luís, Duque de Beja, filho de D. Manuel I, irmão mais novo de D. João III, em virtude de este ainda não ter filhos (1521-1526)
- D. Afonso, filho de D. João III, morto à nascença (1526)
- D. Luís, Duque de Beja, de novo, devido à ausência de hereiros do rei (1526-1527)
- D. Maria Manuela, filha de D. João III (1527-1531)
- D. Manuel, filho de D. João III (1531-1537)
- D. Filipe, filho de D. João III (1537-1539)
- D. João Manuel, filho de D. João III (1539-1554)
- D. Sebastião (depois Rei), filho do Príncipe D. João Manuel e neto de D. João III (1554-1557)
- D. Manuel, filho de D. António I(1580) no Continente, (1580-1583) nos Açores.

### Dinastia de Habsburgo
- Diogo Félix (herdeiro presuntivo das coroas de Portugal e Espanha), filho de Filipe I (1581-1582)
- Filipe (depois Rei de Portugal e Espanha), filho de Filipe I (1582-1598)
- Ana Maria (depois Rainha de França), filha de Filipe II, perdendo o título ao nascer o Príncipe Filipe, por este ser varão (1601-1605)
- Filipe (depois Rei de Portugal e Espanha), filho de Filipe II (1605-1621))
- Baltasar Carlos (herdeiro presuntivo das coroas de Portugal e Espanha), filho de Filipe III (1629-1640)

### Dinastia de Bragança
- D. Teodósio (depois, primeiro Príncipe do Brasil), filho de D. João IV (1640-1645)

A partir daqui a lista segue com outras denominações:
- Príncipes do Brasil
- D. Teodósio (1634-1653), herdeiro presuntivo de D. João IV.
- D. Afonso (1643-1683), herdeiro presuntivo de D. João IV, em virtude da morte do príncipe D. Teodósio, depois rei.
- D. João (1.º) (1688), herdeiro presuntivo de D. Pedro II.
- D. João (2.º) (1689 - 1750) herdeiro presuntivo de D. Pedro II, em virtude da morte do príncipe D. João (1.º), depois rei.
- D. Pedro (1712-1714), herdeiro presuntivo de D. João V.
- D. José (1714-1777), herdeiro presuntivo de D. João V, em virtude da morte do príncipe D. Pedro, depois rei.
- D. Maria Francisca (1734-1816), herdeira presuntiva de D. José I, em conjunto com o seu marido, o príncipe D. Pedro, depois rainha
- D. José (1761-1788), herdeiro presuntivo de D. Maria I.
- D. João (1767-1826), último príncipe do Brasil, herdeiro presuntivo de D. Maria I em virtude da morte do príncipe D. José, depois sucessivamente Príncipe-regente, Príncipe Real do Reino Unido de Portugal, Brasil e Algarves, Rei de Portugal e imperador titular do Brasil, este último título por razão do Tratado do Rio de Janeiro, de 1825.

- Príncipes Reais do Reino Unido de Portugal, Brasil e Algarves
- D. João Maria José, ainda na qualidade de príncipe-regente durante o último ano de reinado de sua mãe, D. Maria I (1815–1816).
- D. Pedro de Alcântara, depois Imperador do Brasil e Rei de Portugal (1816–1822).

- Príncipes Reais de Portugal
- D. Pedro (depois Rei de Portugal)
- D. Carlos (depois Rei de Portugal)
- D. Luís Filipe de Bragança
- D. Afonso de Bragança, Duque do Porto (provisoriamente)